# 라클레트 (치즈)
라클레트(프랑스어: raclette, 알레만어: Ragglett 라글레트)는 스위스의 소젖 치즈이다. 스위스의 국민 음식인 라클레트에 쓰이는 치즈이다.

## 사진 갤러리

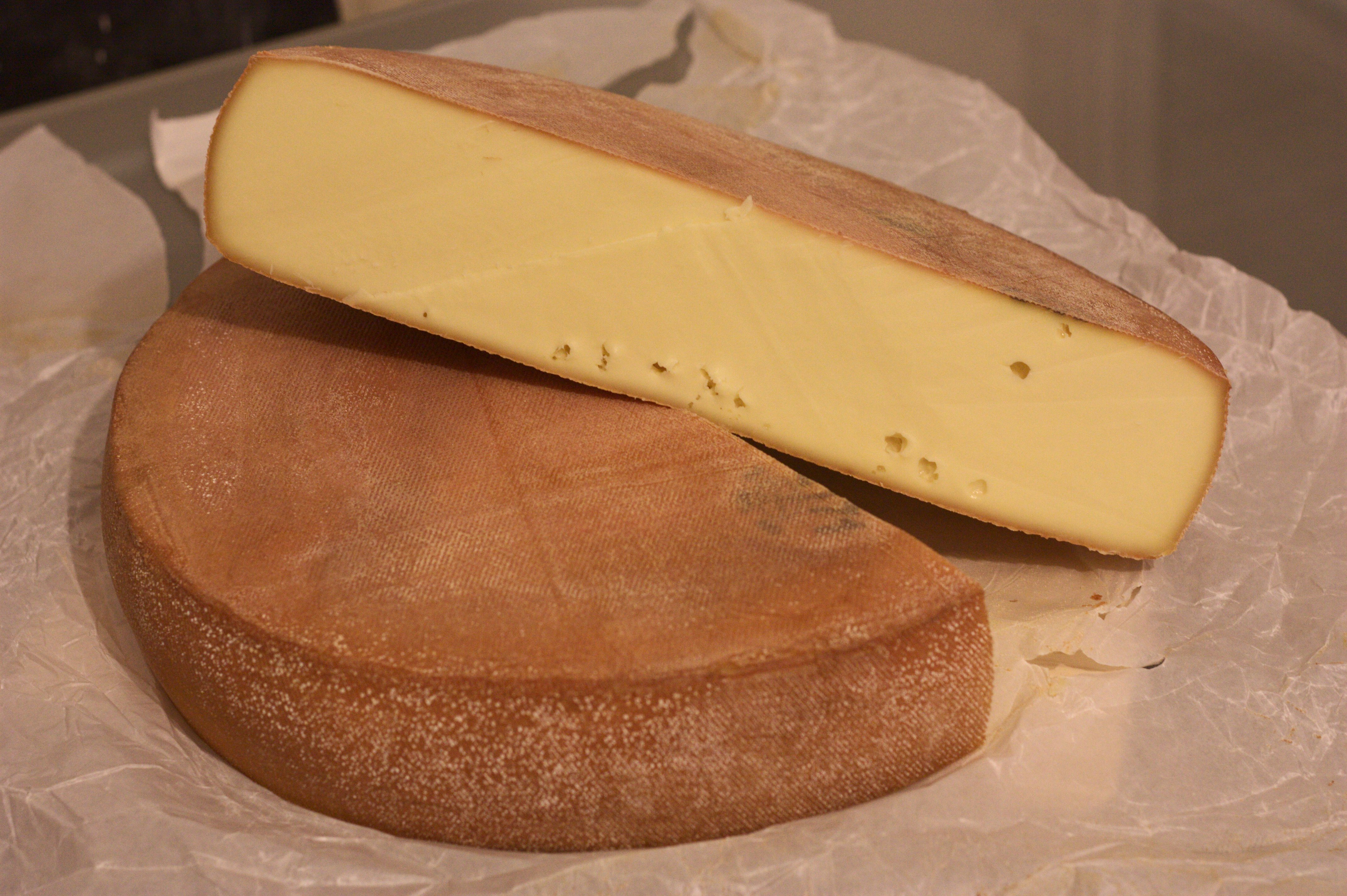
라클레트
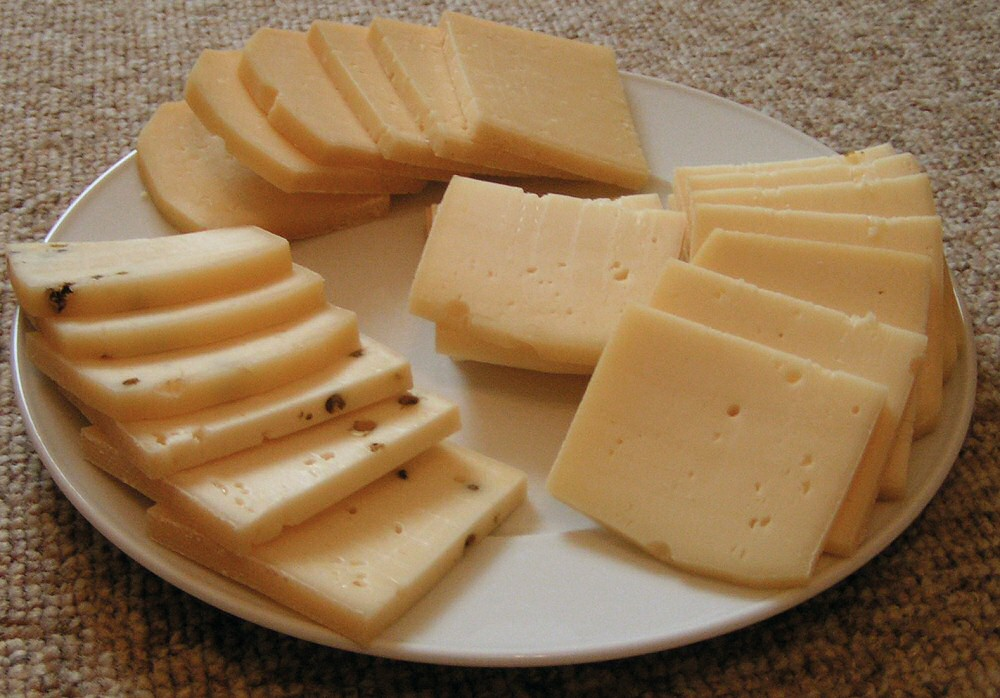
라클레트

## 같이 보기
- 모르비에
- 얄스베르그